# Ісмагілово (Аургазинський район)
Ісмагі́лово (рос. Исмагилово, башк. Исмәғил) — село у складі Аургазинського району Башкортостану, Росія. Адміністративний центр Ісмагіловської сільської ради.
Населення — 918 осіб (2010; 828 в 2002).
Національний склад:
- татари — 88%